# Philip Mathenge
Philip Mathenge est un boxeur kényan né le 6 décembre 1955.

## Carrière
En 1974, Philip Mathenge évolue dans la catégorie des poids super-légers ; il est médaillé de bronze aux Jeux du Commonwealth britannique de Christchurch et médaillé d'argent aux championnats d'Afrique de Kampala.
En raison du boycott des pays africains aux Jeux olympiques d'été de 1976 à Montréal, il doit déclarer forfait alors qu'il devait affronter au premier tour dans la catégorie des poids super-légers le Burkinabé Hamidou Yagho (qui lui aussi déclare forfait).
Évoluant ensuite dans la catégorie des poids welters, il est médaillé de bronze aux Jeux africains d'Alger en 1978 puis médaillé d'argent aux championnats d'Afrique de Benghazi en 1979.